# Rafinacja ołowiu

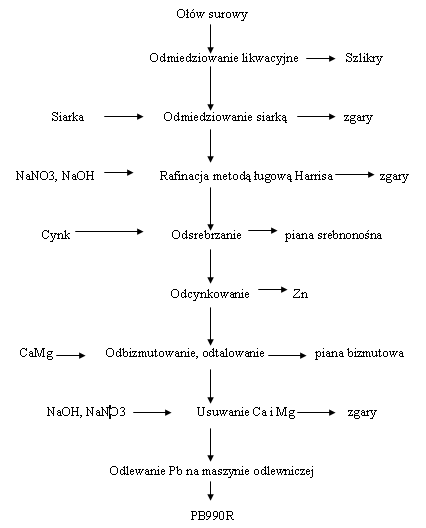
Schemat procesu rafinacji ołowiu

Rafinacja ołowiu – proces oczyszczania surowego ołowiu (otrzymywanego w procesach IS, QSL, w piecu Dorschla lub w piecu Kaldo) z zanieczyszczeń. Surowy ołów (ok. 99% Pb) po procesie rafinacji powinien zawierać:
- PB990R – 99,990% Pb
- PB985R – 99,985% Pb
- PB970R – 99,970% Pb
- PB940R – 99,940% Pb

## Szlikrowanie i odmiedziowanie likwacyjne
Operacje szlikrowania i odmiedziowania likwacyjnego przeprowadza się w tych samych kotłach, w których ołów został roztopiony. Proces ten rozpoczyna się od podgrzania ołowiu do temperatury ok. 450 °C. Przekroczenie tej temperatury powoduje opóźnienie procesu rafinacji oraz nadmierneme zużycie gazu.
Po osiągnięciu zadanej temperatury należy przerwać opalanie i wstawić mieszadło szybkoobrotowe, celem wymieszania całej zawartości kotła. W wyniku mieszania następuje wydzielenie się szlikrów, które wypływają na powierzchnię kąpieli. Czas mieszania kąpieli zależy od ilości zanieczyszczeń, które przejdą do szlikrów. Większa ilość zanieczyszczeń przedłuża czas mieszania. Operację szlikrowania należy tak prowadzić, aby szlikry zawierały jak najmniejszą ilość ołowiu. W celu oddzielenia szlikirów od ołowiu dodaje się zwilżone trociny drzewne do leja wytworzonego przez szybko obrotowe mieszadło. Czas mieszania wynosi około 45-60min. W wyniku mieszania szlikry otrzymują postać pylistą. Powstałe szlikry należy zdjąć z powierzchni ołowiu. Po całkowitym oczyszczeniu powierzchni kąpieli należy pobrać próbę ołowiu dla określenia składu chemicznego. Uzyskany wynik analityczny jest podstawą do postępowania technologicznego w następnych operacjach rafinacyjnych.
Analiza powinna podawać zawartość: Ag, Sb, As, Sn, Cu, Bi, Zn, Tl, In, Cd i Fe. Dla uzyskania właściwego wypełnienia kotła należy poziom uzupełnić surowym ołowiem.
Po zakończeniu operacji szklirowania należy przystąpić do procesu likwacyjnego odmiedziowania. W wyniku obniżenia temperatury kąpieli z ołowiu wypływają kryształy miedzi oraz związki międzymetaliczne miedzi z arsenem, cyną i antymonem, które krzepną na powierzchni ołowiu. W temperaturze około 330 °C należy ołów przepompować do następnego kotła przeznaczonego do procesu odmiedziowania siarką.
Zakończenie pompowania i zdemontowanie układu pompowania kończy proces szlikrowania i odmiedziowania likwacyjnego.

## Odmiedziowanie siarką
Proces odmiedziowania należy prowadzić w temperaturze 320-330 °C. Do procesu odmiedziowania można stosować:
- siarkę elementarną granulowaną
- galenę z wysoką zawartością PbS
- Piryt o dużej zawartości FeS2

Z uwagi na największą dostępność stosuje się mieszankę S i PbS w celu ograniczenia upału siarki w czasie jej wsadowania do kotła oraz dla przyśpieszenia procesu.
W czasie odmiedziowania siarką zachodzą następujące reakcje:
- Pb + S = PbS
- PbS + Cu = CuS + Pb

Chemicznie czysty PbS wnosi 13,3% S
Chemicznie czysty FeS wnosi 33,4% S
Chemicznie czysty FeS2 wnosi 53,3% S
Jeżeli zawartość miedzi wynosi powyżej 0,005% to operację odmiedziowania siarką należy powtórzyć.

## Rafinacja metodą Harrisa, usuwanie Sn, As, Sb, Zn
Ołów po odmiedziowaniu zawiera jeszcze inne zanieczyszczenia takie jak: Sn, As, Sb, Bi, Ag, Au oraz sodę kaustyczną NaOH, która pełni rolę kolektora dla powstałych tlenków.
Wstępna rafinacja ma na celu usunięcie arsenu, cyny i antymonu do takich wartości, aby osiągnąć sprzyjające warunki dla późniejszego odzysku srebra. Proces ten jest selektywny. Utlenianie domieszek następuje w kolejności: As, Sn i Sb.
Uważa się, że w obecności NaOH i NaNO3 zachodzą następujące reakcje:
5Pb + 2NaNO3 = Na2O + 5PbO + N2
PbO + Na2O = Na2PbO2
4PbO + 8NaOH = 4Na2PbO2 + 4H2O
2As + 5Na2PbO2 + 2H2O = 2Na3AsO4 + 4NaOH + 5Pb
Sn + 2Na2PbO2 + H2O = Na2SnO3+ 2NaOH + 2Pb
2Sb + 5Na2PbO2 + 2H2O = 2Na3SbO4 + 4NaOH + 5Pb
Temperatura procesu wynosi ok. 480-500 °C, czas mieszania wynosi ok. 180min. Pod koniec procesu należy zebrać zgary.
Rafinację wstępną uważa się za zakończoną, jeżeli zawartość zanieczyszczeń wynosi maksymalnie
As – 0,001%
Sn – 0,001%
Sb – 0,2%

## Odsrebrzanie
Ołów oczyszczony z Cu, Sn, As i Sb zawiera jeszcze Ag. Proces odsrebrzania Pb prowadzi się metodą Parkesa. Polega on na dodawaniu Zn do płynnego ołowiu.
Odsrebrzanie ołowiu przeprowadzać należy w ten sposób, aby:
- czas operacji był jak najkrótszy
- otrzymywać jak najmniejszą ilość piany o dużej zawartości srebra

W trakcie odsrebrzania do piany przechodzi cała zawartość Cu z ołowiu poddanego odsrebrzaniu. Czas odsrebrzania wynosi około 20h i limitowany jest przez szybkość grzania i chłodzenia ołowiu. Najbogatsza piana srebronośna jest z początkowej fazy ściągania. W związku z tym powinno się pierwsze 60-70% piany kierować do mufli likwacyjnej, natomiast z końcówki 30-40% piany powinno zawrócić do kotła odsrebrzającego w czasie napełniania. Takie postępowanie wzbogaca pianę w srebro i zmniejsza zużycie Zn. Bardzo istotnym czynnikiem jest temperatura rozpoczęcia procesu odsrebrzania, która powinna wynosić ok. 460-470 °C. W sposób widoczny utlenia Zn powiększając masę piany i stratę reagenta. Mieszadło w kotle powinno pracować na obrotach optymalnych.

## Odcynkowanie
W odsrebrzonym ołowiu pozostaje ok. 0,5% Zn. Usuwanie cynku prowadzi się w kotłach destylacyjnych. W wyniku destylacji próżniowej odparowane jest niemalże 100% cynku.

## Odbizmutowanie
Operacja odbizmutowania Pb przeprowadza się po zakończeniu usuwania Zn przy wynikowej zawartości Sb. Bizmut usuwa się z Pb za pomocą metalicznego wapnia i magnezu (proces Kroll-Bettertona). Można stosować stop MgCa zawierający 70% Mg i 30% Ca. Sb tworzy związki złożone z Mg, Ca i Bi przyczyniając się do zmniejszenia zużycia Ca i Mg. W procesie odbizmutowania Pb tworzą się trzy rodzaje związków: Ca2Bi2, CaMg2Bi2 i BiCa2Mg10Sb5. Wzajemny stosunek tych związków zależy od warunków przeprowadzenia procesu, Ca2Bi2 wydziela się w temperaturze 400-350 °C oraz dostatecznej ilości Ca i Bi, natomiast przy zawartościach Bi poniżej 0,04% i w temp. powyżej 350 °C wydziela się podwójny bizmutek wapnia i magnezu. CaMg2Bi2. Związek BiCa2Mg10Sb5 tworzy się w niskich temperaturach i posiada bardzo małą rozpuszczalność w ołowiu.

## Odtalowanie
Odtalowanie przeprowadzane jest w tych samym kotle, co wcześniejszy proces odbizmutowania. Istotą rozwiązania jest zastosowanie do usuwania talu z ołowiu dodatku wapnia metalicznego w celu związania go w trudnotopliwe związki międzymetaliczne.
W związku z silną tendencją talu do tworzenia kongruentnie topiących się związków międzymetalicznych z wapniem sprawdzono, że dodatek metalicznego wapnia do ciekłego ołowiu pozwala na usunięcie z ołowiu talu. Przesłanką do takiego postępowania były diagramy równowag podwójnych Ca-Tl i Ca-Pb.
Z powyższych diagramów wynika, że dodatek metalicznego wapnia do ciekłego ołowiu zanieczyszczonego talem będzie generował przebieg następujących reakcji chemicznych:
- reakcje z ołowiem:

Pb + n Ca = CanPb, 		gdzie n=1/3, 1, 2
- reakcje z talem:

Tl + n Ca = CanTl, 			gdzie n=1/3, ¾, 1
Temperatury topienia powyższych związków są znacznie wyższe od temperatury procesu. Przy założeniu, że temperatura procesu będzie wynosiła około 370 °C związki te utworzą stałą mieszaninę na powierzchni ciekłego ołowiu i będą mogły zostać łatwo usunięte.
Metaliczny wapń może być do kąpieli dodawany albo w postaci granulowanej przy intensywnym mieszaniu, które zapobiegać będzie jego utlenianiu, albo w postaci gąsek, umieszczanych w odpowiednich koszach podwieszanych na mieszadle.

## Usuwanie magnezu i wapnia
Celem rafinacji końcowej jest usunięcie z Pb: Ca i Mg oraz pozostałych z poprzednich procesów resztek: Zn, As, Sn, Sb. Dla pozbycia się tych zanieczyszczeń prowadzi się rafinację utleniającą:
Ca + 2NaOH = CaO·Na2O + H2
Mg + 2NaOH = MgO·Na2O + H2
Kolejność usuwania zanieczyszczeń jest zgodna z kolejnością podanych wyżej reakcji.
Proces rozpoczyna się w temperaturze 450 °C, pamiętając, że ma charakter egzotermiczny.

## Odlewanie
Proces odlewania ołowiu prowadzi się w temp. 420-440 °C. Kocioł odlewniczy jest wyposażony w tubus z zaworem, który umożliwia całkowite spuszczenie z niego ołowiu i skierowanie na taśmę maszyny odlewniczej. Odlane gąski wymagają oczyszczenia ze zgarów. Celem szybkiego krzepnięcia odlanych gąsek stosuje się chłodzenie form wodą. Ołów rafinowany identyfikowany jest znakiem wytwórcy umieszczony w formie oraz numeratorem umieszczonym na końcu maszyny.